# 表觀基因組
表观基因组（英語：Epigenome）是一組基因。改变表观基因会导致染色体结构以及基因作用发生变化。表观基因参与基因表达、个体发展、组织分化和转座子的抑制过程。不同于其底层的基因，表观基因对于个体而言并不是基本静态不变的，而是可以被环境因素动态更改的。表观基因现在是癌症研究的热门话题之一。 人类肿瘤由 DNA 甲基化和组蛋白修改模式的破坏造成。癌细胞表观基因异常状态的特点是：普遍基因的甲基化比例較低、而肿瘤抑制基因的CpG岛启动子甲基化比例過高、关键基因的组蛋白发生改变、总体上体现出单乙酰和三甲基组蛋白 H4 缺失。
关于表观基因的很多问题现在都还未被弄清。一些人已经提议启动人类表观基因组计划。人类表观基因组先驱计划，作为全面人类表观基因组计划的先导，旨在识别并分类人类基因中的甲基化异位点（MVP, Methylation Variable Positions）。列序技术方面的进步使得人们现在得以通过一系列分子方法对表观基因状态进行基因级别的测序。
NIH 路线图表观基因计划 （页面存档备份，存于）的目标之一是从正常、健康的人类个体的各种细胞系、原代细胞、和主要分化中广泛选取的表观基因组中生成人类参考表观基因组。路线图表观基因组计划研究所得的数据可从人类表观基因地图册 （页面存档备份，存于）下载、浏览，这些数据可分为五类，分别是对表观基因组和表观基因组各状态的影响的不同的方面进行测序的结果：
1. 组蛋白修改：染色质免疫沉淀测序（ChIP-Seq）使用抗各种组蛋白修饰变体的抗体，从而鉴定出全基因组组蛋白修饰类型。
2. DNA甲基化：全基因组亚硫酸氢盐测序，简化代表亚硫酸氢盐测序（RRBS），甲基化DNA免疫沉淀测序（MeDIP-Seq），与甲基化-敏感限制性酶测序（MRE-Seq）可以不同解析度鑑定DNA在基因組上甲基化的位點，解析度最佳可達鹼基等級。[5]
3. 染色体可达性：DNase I hypersensitive sites Sequencing（DNase-Seq）可鑑定染色質開放的區域。
4. 基因表达：RNA測序和表達陣列可鑑定基因表現水準或蛋白質編碼基因。
5. 小RNA表达：smRNA-Seq（英语：MicroRNA Sequencing）可鑑定主要是miRNA等小非編碼RNA（small noncoding RNA，snRNA）的表現。

从健康个体得到的参考表观基因组为路线图表观基因组计划的第二个目标——寻找疾病状态下（比如阿兹海默病人的）表观基因的变化——打下了基礎。
关于测定参考表观基因组的国际合作，近来正通过国际人类表观基因组联合会 （页面存档备份，存于）启动。

## 引用
1. ↑  Bernstein, Bradley E.; Meissner,  Alexander; Lander,Eric S. . Cell. February 2007, 128 (4): 669–681  [2011-12-19]. doi:10.1016/j.cell.2007.01.033. （原始内容存档于2021-01-28）.
2. ↑  Jones, Peter A.; Martienssen, Robert. . Cancer Research. December 15, 2005, 65 (24): 11241  [19 December 2011]. PMID 16357125. doi:10.1158/0008-5472.CAN-05-3865.
3. ↑  .   [2013-01-23]. （原始内容存档于2011-07-16）.
4. ↑  Milosavljevic, Aleksandar. . Trends in Genetics. June 2011, 27: 242–250  [2013-01-23]. （原始内容存档于2015-09-24）.
5. ↑  Harris, R. Alan; et al.;. . Nature Biotechnology. September 19, 2010, 28: 1097–1105  [2013-01-23]. （原始内容存档于2017-03-17）.